# ラジェンドラン・クップサミィ
ラジェンドラン・クップサミィ(Rajendran Kuppusamy)とはマレーシアの死刑執行人であった。
イスラム法による絞首刑や鞭打ち刑などの身体刑を執行した。
ラジェンドランはオーストラリア人の麻薬密輸犯を処刑したことからオーストラリアのマスメディアで有名になった。
マレーシアでは刑務所が満員状態で、軽犯罪の刑事罰が懲役刑（自由刑）から鞭打ち刑（身体刑）への切り替えが進んでおり、在任中の彼は多数の鞭打ち刑を執行するために大変に多忙であった。
2011年11月15日、死去。